# Louisa Cadamuro
Louisa Nécib Cadamuro (Marseille, 23 januari 1987) is een Frans voormalig voetbalster van Algerijnse afkomst.
Nécib speelde als middenveldster voor Olympique Lyonnais en het Franse elftal. Als sleutelspeelster van het zeer succesvolle Olympique Lyonnais verwierf zij de bijnaam De Zidane van het vrouwenvoetbal.
In 2016 trouwde Nécib met Liassine Cadamuro-Bentaïba. Sindsdien gebruikte zij "Cadamuro" als shirtnaam.

## Erelijst
Als speler
 Celtic de Marseille
- Division 3 Féminine (1): 2003/04

 Montpellier
- Challenge de France (1): 2006/07

 Olympique Lyon
- Division 1 Féminine (9): 2007/08, 2008/09, 2009/10, 2010/11, 2011/12, 2012/13, 2013/14, 2014/15, 2015/16
- Coupe de France (6): 2007/08, 2011/12, 2012–13, 2013/14, 2014/15, 2015/16
- UEFA Women's Champions League (3): 2010/11, 2011/12, 2015/16
- Wereldbeker voetbal vrouwen (1): 2012
- Valais Cup (1): 2014

 Frankrijk
- Cyprus Cup (2): 2012, 2014

Individueel
- UNFP Speelster van het Jaar: 2008/09
- FIFA wereldkampioenschap voetbal vrouwen All-Star Team: 2011
- FIFA Ferenc Puskás Award: nominatie in 2013